# Michael Shannon
Michael Corbett Shannon (Lexington (Kentucky), 7 augustus 1974) is een Amerikaanse acteur. In 2009 ontving hij een Oscar-nominatie voor zijn rol in de film Revolutionary Road, waarvoor hij een Satellite Award ook daadwerkelijk toegekend kreeg. In 2016 werd hij genomineerd voor een Oscar voor zijn rol in Nocturnal Animals.

## Carrière
Shannon begon op jonge leeftijd met acteren in Chicago. Hij speelde in verscheidene theaterproducties mee en trok in zijn jeugd een jaar naar Londen om te acteren. Ondertussen zocht hij naar filmopdrachten.
Shannon ontpopte zich tot een bekende figuur in Hollywood, vaak omwille van zijn korte, maar krachtige bijrollen. Zo verscheen hij onder meer in Vanilla Sky aan de zijde van Tom Cruise en Penélope Cruz, in 8 Mile aan de zijde van Kim Basinger en Eminem, en in Bad Boys II aan de zijde van Will Smith en Martin Lawrence.
In 2008 speelde hij Dex in Before the Devil Knows You're Dead van regisseur Sidney Lumet. Shannon maakte deel uit van een cast die verder bestond uit onder anderen Ethan Hawke, Philip Seymour Hoffman, Albert Finney en Marisa Tomei. De cast kreeg als geheel een Gotham Award voor hun prestatie.
In 2009 vertolkte hij de rol van John Givings in Revolutionary Road van regisseur Sam Mendes. Shannon speelt op opmerkelijke wijze een gestoord wiskundegenie. Zijn vertolking leverde hem een Oscar-nominatie op, hoewel het beeldje uiteindelijk (postuum) naar Heath Ledger ging.
In de historische misdaadserie Boardwalk Empire (2010-2014) vertolkte hij een van de hoofdrollen: Nelson Van Alden, een voormalig Prohibition special agent die later een dranksmokkelaar wordt in Chicago.

## Filmografie
- The End (2024)
- The Bikeriders (2023)
- The Flash (2023)
- A Little White Lie (2023)
- Amsterdam (2022)
- Bullet Train (2022)
- Knives Out (2019)
- 12 Strong (2018)
- Fahrenheit 451 (2018)
- What They Had (2018)
- The Current War (2017)
- The Shape of Water (2017)
- Nocturnal Animals (2016)
- Loving (2016)
- Midnight Special (2016)
- Freeheld (2015)
- 99 Homes (2014)
- She's Funny That Way (2014, cameo)
- They Came Together (2014, cameo)
- Young Ones (2014)
- The Harvest (2013)
- Man of Steel (2013)
- The Iceman (2012)
- Take Shelter (2012)
- Machine Gun Preacher (2011)
- The Runaways (2010)
- The Missing Person (2009)
- My Son, My Son, What Have Ye Done? (2009)
- Herbert White (2009)
- Revolutionary Road (2008)
- Before the Devil Knows You're Dead (2007)
- Lucky You (2007)
- Blackbird (2007)
- Shotgun Stories (2007)
- Let's Go to Prison (2006)
- World Trade Center (2006)
- Bug (2006)
- Marvelous (2006)
- Water (2004)
- Dead Birds (2004)
- Criminal (2004)
- Zamboni Man (2004)
- The Woodsman (2004)
- Grand Theft Parsons (2003)
- Bad Boys II (2003)
- Kangaroo Jack (2003)
- 8 Mile (2002)
- High Crimes (2002)
- Vanilla Sky (2001)
- New Port South (2001)
- Pearl Harbor (2001)
- Tigerland (2000)
- Cecil B. DeMented (2000)
- The Photographer (2000)
- Mullitt (2000)
- Jesus' Son (1999)
- The Ride (1999)
- Chicago Cab (1997)
- Chain Reaction (1996)
- Groundhog Day (1993)
- Overexposed (1992, televisiefilm)
- Angel Street (1992, televisiefilm)

### Televisieseries
Uitgezonderd eenmalige gastrollen.
- 2018 The Little Drummer Girl - als Martin Kurtz - 6 afl.
- 2018 Waco (televisieserie) - als Gary Noesner - 6 afl.
- 2010-2014 Boardwalk Empire - als Nelson Van Alden - 37 afl.

- Bibsys: 12067722
- Biblioteca Nacional de España: XX4894282
- Bibliothèque nationale de France: cb165182298 (data)
- Gemeinsame Normdatei: 140812385
- International Standard Name Identifier: 0000 0001 2032 3913
- Library of Congress Control Number: no2006031203
- Nationale Bibliotheek van Tsjechië: xx0205081
- Nationale Bibliotheek van Israël: 987007444452305171
- Nationale Bibliotheek van Polen: a0000002275482
- Nederlandse Thesaurus van Auteursnamen: 344365743
- Système universitaire de documentation: 128762500
- Virtual International Authority File: 107563738
- WorldCat: E39PBJfcRpM3MYRyFgqDDyxkXd